# Gusinoje
Gusinoje (russisk: Гусиное озеро, tr. Gusinoje ozero; dansk: ~ Gåsesøen) er en sø i Republikken Burjatia i Rusland. Søen ligger omkring 120 kilometer fra Ulan-Ude, som er republikkens hovedstad og tæt på grænsen til Mongoliet. Byen Gusinoozjorsk ligger på søens nordøstlige bred. Det gamle buddhistkloster Tamtjinskij Datsan ligger på den modsatte bred i den lille by Gusinoje Ozero.
Søen fik sit navn på grund af det store antal gæs der levede på øen Oseredysj, som nu er oversvømmet, hvilket har begrænset antallet af gæs i søen.